# Villenouvelle
Villenouvelle is een gemeente in het Franse departement Haute-Garonne (regio Occitanie). De plaats maakt deel uit van het arrondissement Toulouse. Villenouvelle telde op 1 januari 2022 1.470 inwoners.

## Geografie
De oppervlakte van Villenouvelle bedroeg op 1 januari 2022 7,95 vierkante kilometer; de bevolkingsdichtheid was toen 184,9 inwoners per km².

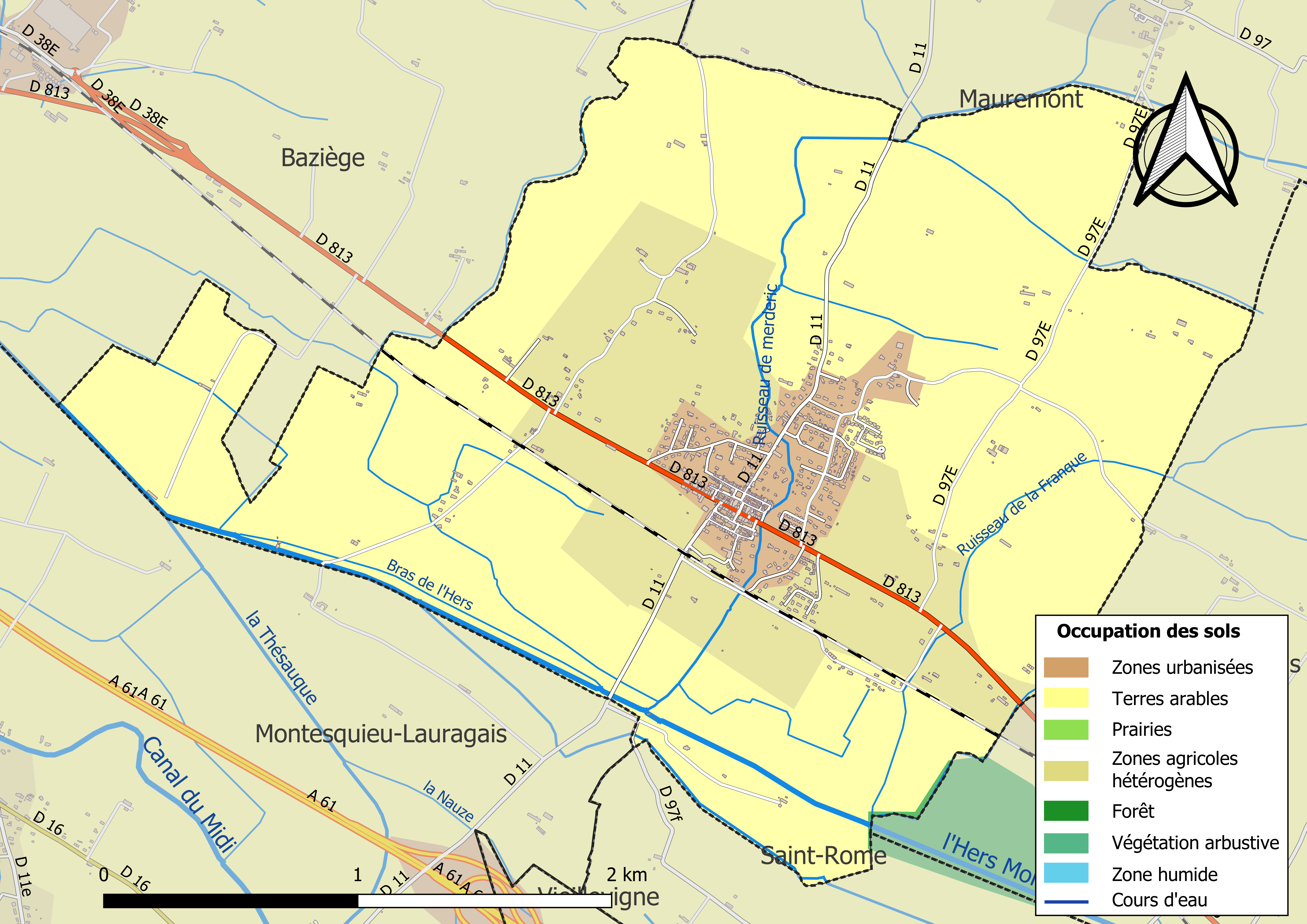
Kaart van de gemeente met belangrijkste infrastructuur, bodemgebruik en omliggende gemeenten

## Demografie
De figuur toont het verloop van het inwonertal (bron: INSEE-tellingen).